# Pouançay
Pouançay é uma comuna francesa na região administrativa da Nova Aquitânia, no departamento de Vienne. Estende-se por uma área de 5,46 km². Em 2010 a comuna tinha 240 habitantes (densidade: 44 hab./km²).